# Templo y Monasterio de Jesús, María y José
El Templo y Monasterio de Jesús, María y José, está ubicado en el centro histórico de Lima. El complejo religioso se levanta entre las calles Moquegua y Camaná.

## Historia
La historia cuenta que, en la segunda mitad del siglo XVII, un hombre de buen corazón y su esposa utilizaron una vivienda para recoger a niños huérfanos, a jóvenes abandonados y en peligro de extraviarse y por supuesto a jóvenes de acentuada fe religiosa. Este hombre, nacido en Chiclayo y sastre de profesión se llamó Nicolás Ayllón y su esposa se llamó María Jacinta Montoya, convirtiéndose dentro de muy poco tiempo y para todos en Nicolás de Dios y ella en la hermana María Jacinta de la Trinidad.
Era fama en la ciudad de Lima que el beato Nicolás tenía una mesa milagrosa (que todavía existe en el monasterio) que alargaba las telas con que él cumplía con una de las obras de misericordia "vestir al desnudo", fuera de todas las otras obras que don Nicolás practicaba por devoción.
La temprana muerte de Nicolás en 1677 no le permitió ver como se expandió su casa, que ya contaba con un modesto oratorio. Más tarde la casa siguió creciendo y apremiada por las estrechez del local quedando muy pequeño para alojar a los recogidos que cada vez iban en aumento, se obtiene de un vecino adinerado -Francisco Mendoza Cisneros- la donación de un terreno en el cual se levantó una capilla, la que entró en servicio de culto el 1 de abril de 1678. Dos meses después el 17 de junio un violento sismo lastimó mucho los templos de la ciudad, provocando la refacción de la capilla para ampliarla lo que fue posible por el reiterado desprendimiento de Francisco Mendoza y Cisneros que donó una pieza grande de su casa para tal fin. La nueva capilla tuvo sacristía, enrejado como los monasterios, coro y comulgatorio. Llamándose entonces capilla de Jesús, María y José.

## Las religiosas Clarisas Capuchinas
La gratitud de los vecinos no se hizo esperar. Don Juan Gonzales Santiago, dio el dinero, y la obra fue tan rápida, que al año siguiente ya estaba terminada. En marzo de 1688 la Capilla reabrió sus puertas. El crecimiento de esta capilla fue de menos a más, el beatario se convirtió en monasterio, el 14 de marzo de 1713. Posteriormente varios protectores acumularon donativos para proseguir las obra y cuando a inicios del siglo XVIII, llegaron las monjas Capuchinas, ya los trabajos estaban muy adelantados.
En el Monasterio Jesús, María y José habitan 36 monjas de clausura, las únicas de esa orden en el Perú, siendo la actual abadesa María Paulina de Jesús.

## Características del Templo
Un detalle muy importante que presenta esta iglesia es el contraste entre la fachada y su interior. La fachada es sencilla con torres muy pequeñas, hay tres hornacinas que aparecen vacías; no llama la atención mayormente por no presentar muchos detalles decorativos. En el interior se hallan retablos decorados muy profusamente, están los de San Cayetano, San Ildefonso, del Calvario con Cristo en la Cruz, de San Antonio de Padua y el de Corazón de Jesús.
El altar mayor, con la sagrada familia y algunas imágenes en las hornacinas, son de estilo barroco. Así de simple, sencilla y hermosa es el recinto religioso.
Esta capilla posee uno de los órganos más importantes del Perú, aunque pequeño en dimensiones es un instrumento construido en 1873 por el afamado organero Aristide Cavaillé-Colls, instrumento donado por la familia Dreyfus de Lima a este templo.